# Klaudija (Kroatien)
Klaudija war eine kroatische Prinzessin aus der Trpimirović-Dynastie.
Klaudija war die Tochter des kroatischen Königs Dmitar Zvonimir und seiner Frau Jelena Lijepa aus dem ungarischen Herrschergeschlecht der Árpáden. Sie hatte einen Bruder Radovan.
Ihr Vater soll der Sohn des slawonischen Bans Stjepan gewesen sein, ein Sohn von König Svetoslav Suronja und Hicela, der Tochter des venezianischen Dogen Pietro II. Orseolo. Mütterlicherseits war sie eine Enkelin des ungarischen Königs Béla I. (1060–1063) und Nichte der ungarischen Könige Géza I. (1074–1077) und Ladislaus I. (1077–1095).
Sie heiratete in den 1080er Jahren den kroatischen Adligen Viniha aus dem Stamm Lapčan, der aus Anlass der Vermählung von seinem Schwiegervater die Stadt Karin geschenkt bekam.
Obwohl er durch die Ehe mit der Prinzessin Anschluss an die Familien der Trpimirović und Árpáden fand, spielte Viniha nach dem Tod von Dmitar Zvonimir und den sich anschließenden dynastischen Auseinandersetzungen um die Nachfolge keine Rolle als möglicher Thronanwärter: entweder war er bereits verstorben oder verfügte über zu wenig Einfluss, um aktiv einen Anspruch zu erheben.